# Talaromyces leycettanus
Talaromyces leycettanus är en svampart som beskrevs av H.C. Evans & Stolk 1971. Talaromyces leycettanus ingår i släktet Talaromyces och familjen Trichocomaceae.   Inga underarter finns listade i Catalogue of Life.